# Vladislav Kalarash
Vladislav Kalarash (nacido el 29 de marzo de 1968 en Rusia) fue un jugador de balonmano que ocupaba la posición de central, participando en la liga Asobal y la bundesliga alemana.

## Trayectoria como jugador
- 1988-92  CSKA Moscú
- 1992-93  Elgorriaga Bidasoa
- 1993-94  JD Arrate
- 1994-95  CSKA Moscú
- 1996-97  BM Granollers
- 1997-99  TuS Schutterwald
- 1999-02  Eintracht Hildesheim
- 2002-03  Energía Voronez

## Palmarés individual
- Ganador\Máximo goleador en la III Copa ASOBAl\Moguer, enero de 1993
- Máximo goleador en la XVIII Copa S.M El Rey\Pontevedra
- Máximo goleador en un partido con el JD Arrate en la temporada 1993-94: 14 goles al Seguros Solís
- Máximo goleador en el VII Torneo Internacional Ciudad de Granollers.
- Máximo goleador en la Supercopa de Europa de Balonmano\ 1996 Bielefeld

- Datos: Q6164520